# Rio Chicera (Asău)
O Rio Chicera é um rio da Romênia, afluente do Asău, localizado no distrito de Bacău.